# Saint-Hubert (Belgia)
Saint-Hubert (wa. Sint-Houbert) – miasto w południowo-wschodniej Belgii, w Regionie Walońskim, w prowincji Luksemburg, w okręgu Neufchâteau. 1 stycznia 2024 roku liczyło 5693 mieszkańców.  
Miasto było gospodarzem prestiżowych zawodów balonowych o Puchar Gordona Bennetta w 2000 roku.

## Podział administracyjny
W skład miasta wchodzi pięć dzielnic (section):
- Arville
- Awenne
- Hatrival
- Mirwart
- Vesqueville

## Współpraca
Miejscowość partnerska:
- Heusden-Zolder, Limburgia